# John Stone (filmproducent)
John Stone (New York, 12 september 1888 – Los Angeles, 3 juni 1961) was een Amerikaans filmproducent en scenarioschrijver. 

## Biografie
John Stone werd geboren als Saul Strumwasser op 12 september 1888 in New York als zoon van Bertha and Samuel Strumwasser. Hij liep school aan de DeWitt Clinton High School en de universiteit van New York.
In 1926 ging aan de slag bij Fox Film als scenarioschrijver. Van 1930 tot 1931 was hij er verantwoordelijk voor buitenlandse producties.
Tussen 1930 en 1946 produceerde hij meer dan 70 films, waaronder veel Charlie Chan-films. Daarnaast schreef hij tussen 1921 en 1948 ook meer dan 60 filmscenario's. In het begin van de jaren 20 gebruikte hij vaak het pseudoniem Jack Strumwasser. 
Stone was twee keer getrouwd. De eerste keer van 1926 tot 1949 met scenarioschrijfster Hilda Stone. Met haar had hij twee kinderen, David en Peter. Die laatste werd zelf ook scenario- en toneelschrijver. Zijn tweede huwelijk uit 1955 met Lucille Fischer Grossman hield stand tot zijn dood in 1961.
John Stone overleed op 3 juni 1961 in Los Angeles op 72-jarige leeftijd aan de gevolgen van een hartaanval. Hij werd begraven op het Hillside Memorial Park Cemetery in Culver City (Californië).